# Viktor Petrenko
Viktor Vasilovitsj Petrenko (Oekraïens: Віктор Васильович Петренко; Odessa, 27 juni 1969) is een Oekraïens voormalig kunstschaatser. Hij nam deel aan drie edities van de Olympische Winterspelen: Calgary 1988 (voor de Sovjet-Unie), Albertville 1992 (met het gezamenlijk team) en Lillehammer 1994 (voor Oekraïne). In 1992 werd hij olympisch kampioen bij de mannen.

## Biografie

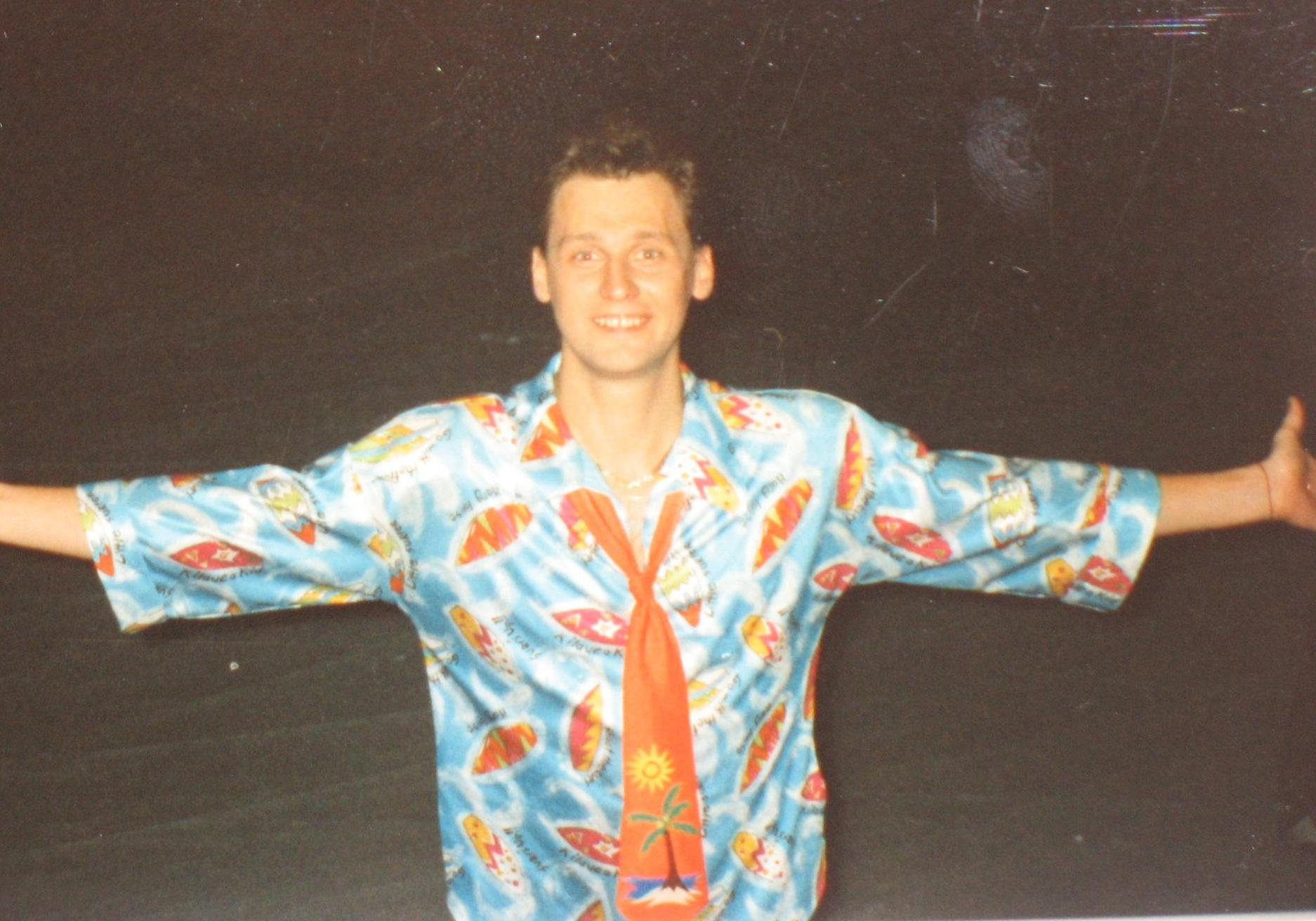
Petrenko in 1995

Petrenko had als kind een zwakke gezondheid. Om zijn weerstand te verhogen, raadden doktoren aan om te gaan sporten. Op zijn vijfde begon Petrenko dan ook met kunstschaatsen. Toen hij negen jaar oud was, merkte kunstschaatscoach Galina Zmievskaja zijn talent op en ging de jongen coachen. Ook Petrenko's jongere broer Vladimir was een talentvol kunstschaatser; in 1986 werd deze wereldkampioen bij de junioren.
In 1984 veroverde Viktor Petrenko zijn eerste internationale prijs toen hij de wereldkampioenschappen bij de junioren won. Eind jaren 80 beleefde hij zijn doorbraak na brons op de EK (1987, 1988), WK (1988) en de Olympische Spelen (1988). Dat hij talent had, bleek sowieso al uit het feit dat hij als een van de weinige niet-Russische kunstschaatsers was geselecteerd voor het olympische nationale team van de Sovjet-Unie. In 1990 en 1991 werd hij Europees kampioen, gevolgd door de wereldtitel in 1992. Als eerste (voormalige) Sovjet-schaatser veroverde hij, met het gezamenlijk team, olympisch goud bij de Olympische Winterspelen in Albertville. Na een jaar professioneel te hebben geschaatst, werd Petrenko in 1994 weer Europees kampioen. Hij eindigde op de vierde plek bij zijn laatste olympische deelname in Lillehammer.
Petrenko huwde in 1992 met Nina Milken, de oudste dochter van Zmievskaja. Het stel kreeg in 1997 een dochter. Ze verhuisden halverwege jaren 90 naar de Verenigde Staten. Hij haalde in 2001, bij een benefietactie, meer dan honderdduizend dollar op voor de slachtoffers van de kernramp van Tsjernobyl. Het geld werd gebruikt om de Viktor Petrenko Neonatal Intensive Care Unit in Odessa te kunnen openen. Petrenko deed mee aan ijsshows, werkte als schaatscoach en trainde Johnny Weir en Stéphane Lambiel.

## Belangrijke resultaten
| Kampioenschap           | 81/82 |  | 83/84 | 84/85         | 85/86         | 86/87         | 87/88         | 88/89         | 89/90         | 90/91         | 91/92         |               | 93/94         |
| ----------------------- | ----- |  | ----- | ------------- | ------------- | ------------- | ------------- | ------------- | ------------- | ------------- | ------------- | ------------- | ------------- |
| Olympische Spelen       |       |  |       |               |               |               | Brons         |               |               |               | Goud          |               | 4e            |
| Wereldkampioenschap     |       |  |       | 9e            | 5e            | 6e            | Brons         | 6e            | Zilver        | Zilver        | Goud          |               |               |
| Europees kampioenschap  |       |  |       | 6e            | 4e            | Brons         | Brons         |               | Goud          | Goud          | Zilver        |               | Goud          |
| Nationaal kampioenschap |       |  | Brons |               | Zilver        | Zilver        | Zilver        |               | Zilver        | Goud          | Brons         |               | Goud          |
| WK junioren             | 10e   |  | Goud  | geen deelname | geen deelname | geen deelname | geen deelname | geen deelname | geen deelname | geen deelname | geen deelname | geen deelname | geen deelname |

1908: Ulrich Salchow ·
1920: Gillis Grafström ·
1924: Gillis Grafström ·
1928: Gillis Grafström ·
1932: Karl Schäfer ·
1936: Karl Schäfer ·
1948: Richard Button ·
1952: Richard Button ·
1956: Hayes Alan Jenkins ·
1960: David Jenkins ·
1964: Manfred Schnelldorfer ·
1968: Wolfgang Schwarz ·
1972: Ondrej Nepela ·
1976: John Curry ·
1980: Robin Cousins ·
1984: Scott Hamilton ·
1988: Brian Boitano ·
1992: Viktor Petrenko ·
1994: Aleksej Oermanov ·
1998: Ilja Koelik ·
2002: Aleksej Jagoedin ·
2006: Jevgeni Pljoesjtsjenko ·
2010: Evan Lysacek ·
2014: Yuzuru Hanyu ·
2018: Yuzuru Hanyu ·
2022: Nathan Chen
- Library of Congress Control Number: n97855548
- Virtual International Authority File: 1769498
- WorldCat: E39PBJtRQDdbPgcqXbMtfhbGHC